# André du Ryer

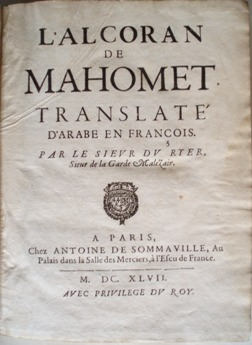
LAlcoran de Mahomet, André du Ryer, 1647.

André du Ryer (Marcigny, ~1580-1660) fue un orientalista francés.
Du Ryer trabajó como cónsul de su país en Constantinopla y Alejandría y trabajó como intérprete real de lenguas orientales a su regreso a Francia en 1630.  Publicó ese mismo año una gramática turca en latín y tradujo más tarde al francés libros como El Corán en 1647 o Gulistan o el Imperio de las Rosas, de Saadi en 1634. También tradujo un diccionario de turco-latín.